# Avalon (Kalifornia)
Avalon város az USA Kalifornia állam Los Angeles megyéjében. Lakosainak száma 3460 fő (2020. április 1.).

## Népesség
A település népességének változása:
| Lakosok száma | 586  | 3728 | 3460 |
|               | 1920 | 2010 | 2020 |